# Erdenetsagaan
Erdenetsagaan är ett distrikt i Mongoliet. Det ligger i provinsen Süchbaatar, i den östra delen av landet, 700 km öster om huvudstaden Ulan Bator.